# Cueva del Agua
Die Cueva del Agua ist eine Karsthöhle in Isla Plana in der Provinz Murcia an der Mittelmeerküste Südspaniens.
Vom Höhleneingang an der Erdoberfläche führt ein steiler Abstieg ca. 30 m in die Tiefe zu einem großen Dom. Eine stationäre Seilrolle ermöglicht den Transport der umfangreichen Tauchausrüstung. Das weitläufige und weitverzweigte Höhlensystem ist mit stillstehendem Süßwasser gefüllt, das an der Oberfläche bereits über 20° hat und in tieferen Bereichen gegen 30 °C warm ist. Die Sicht ist glasklar, sofern sie nicht von aufgewirbelten Sedimenten getrübt wird.
Das Höhlensystem ist ein Labyrinth von Galerien, Syphonen und teilweise wasserfreien Kammern, es wird seit ca. 30 Jahren erforscht und gilt als eines der interessantesten und gefährlichsten Spaniens. In dieser Zeit sind dort mehrere erfahrene Höhlentaucher zu Tode gekommen, was von Gedenktafeln am Höhleneingang bezeugt wird.
In einigen Fällen wird als Ursache vermutet, dass in den inneren Domen mit ihrer sehr sauerstoffarmen Atmosphäre die Beatmungseinrichtung abgenommen worden ist.
Es gibt Höhlen gleichen Namens bei Dénia (Cova de l’Aigua) und Iznalloz.